# Societat Catalana de Filosofia
La Societat Catalana de Filosofia és una entitat fundada el 1923 com a filial de l'Institut d'Estudis Catalans (IEC), adscrita a la Secció de Filosofia i Ciències Socials. Conrea la filosofia en tots els seus aspectes per estendre'n el coneixement i aplegar i publicar els treballs dels qui s'hi dediquen.

## Història
El text del manifest fundacional de la Societat Catalana de Filosofia diu: «El dia 17 de gener d'enguany, i sota la presidència del Dr. Turró, es reunien a la Sala de la Secció de Ciències de l'IEC els Srs: Josep Maria Llovera, canonge de la Seu de Barcelona; Lluís Carreras, Pvre.; Jaume Serra Hunter; Jordi Dwelshauvers; Pere M. Bordoy-Torrents; Alexandre Galí i Coll, i Josep Maria Capdevila, els quals junt amb el Dr. Turró, acordaren constituir i declararen constituïda la Societat Catalana de Filosofia». En la secció del 3 de febrer van ser nomenats dos membres numeraris més: Tomàs Carreras i Artau i Pere Coromines.
La societat tenia entre els seus objectius elaborar un vocabulari filosòfic de la llengua catalana, que mai no es va arribar a fer. Publicà tan sols un número del seu òrgan, Anuari de la Societat Catalana de Filosofia, i es va trencar per la rivalitat del pare Miquel d'Esplugues i altres membres de l'Escola tomista de Barcelona amb el positivisme de Ramon Turró. La dictadura de Primo de Rivera n'entorpí l'actuació.
La Societat Catalana de Filosofia es reconstituí formalment el 10 de juliol de 1980, a iniciativa de l'erudit jesuïta Eusebi Colomer i Pous i sota l'impuls de Xavier Rubert de Ventós, Francesc Gomà i Musté i Pere Lluís i Font, però no va publicar el nº 2 del seu Anuari fins a l'any 1988; d'ençà d'aleshores apareix regularment i recull treballs acadèmics en filosofia.
Des de l'any 2007, organitza juntament amb la Societat de Filosofia del País Valencià i l'Associació Filosòfica de les Illes Balears, el Congrés Català de Filosofia.